# ویلانووا سولارو
ویلانووا سولارو (به ایتالیایی: Villanova Solaro) یک کومونه در ایتالیا است که در استان کونیو واقع شده‌است. ویلانووا سولارو ۱۴٫۸ کیلومتر مربع مساحت و ۷۸۸ نفر جمعیت دارد و ۲۶۸ متر بالاتر از سطح دریا واقع شده‌است.